# مارتين فورد
مارتين فورد (بالإنجليزية: Martyn Ford)‏ هو موزع بريطاني، ولد في 1944.

## وصلات خارجية
- مارتين فورد على موقع ميوزك برينز (الإنجليزية)
- مارتين فورد على موقع ديسكوغز (الإنجليزية)